# 이더넷 얼라이언스
이더넷 얼라이언스(Ethernet Alliance)는 2005년에 설립된 산업 연합체로, 이더넷을 홍보하고 지원한다.

## 조직
이더넷 얼라이언스 작업 그룹은 소위원회라고 불린다. 이 소위원회는 특정 표준 기반 이더넷 이니셔티브 주변의 노력에 중점을 둔다. 이러한 표준은 전기전자공학자협회(IEEE), 국제 인터넷 표준화 기구(IETF), 스몰 폼 팩터 위원회(Small Form Factor committee)를 포함한 모든 이더넷 표준 기관에서 개발될 수 있으며, 옵티컬 인터네트워킹 포럼(Optical Internetworking Forum), 미국 전기통신공업회(TIA), 국제 표준화 기구(ISO), 국제전기기술위원회(IEC)와 같은 조직의 표준도 지원한다.
2011년 3월년 기준 기준으로 이더넷 얼라이언스 내의 실무 소위원회는 다음과 같다.
- 10G EPON은 EPON 네트워크의 속도를 10 Gbit/s로 확장한 IEEE Std. 802.3av-2009의 지원에 중점을 둔다.
- 10GBASE-T는 트위스트 페어 구리선을 통해 10기가비트 이더넷을 실행하기 위한 사양인 10GBASE-T를 정의한 IEEE Std. 802.3an-2006을 지원한다.
- 캐리어 이더넷은 캐리어 및 서비스 제공업체의 특정하고 진화하며 증가하는 이더넷 요구 사항을 지원하기 위해 수행되는 작업을 안내하는 데 도움을 준다.
- 에너지 효율 이더넷(EEE) 작업은 주로 EEE 표준 802.3az-2010에 기반한다.
- 데이터 센터 이더넷의 초점은 데이터 센터 브리징(DCB), 파이버 채널 오버 이더넷(FCoE), iSCSI, Converged Ethernet을 통한 원격 직접 메모리 접근(RoCE) 및 iWARP와 같은 프로토콜을 포함한다.
- 고속 이더넷은 IEEE Std. 802.3ab-2010의 작업에 주로 기반한 40 Gbit/s 및 100 Gbit/s 이더넷의 모든 측면을 포함한다.
- 차세대 엔터프라이즈 케이블링은 관찰된 배포 모델, 애플리케이션 및 도달 범위에 대한 데이터를 수집 및 분석한 다음, 해당 정보를 백서를 통해 이더넷 얼라이언스 회원 및 표준 기관과 공유하는 것을 목표로 한다.
- 이더넷 전원 장치 및 이더넷 플러스 전원은 IEEE802.3at-2009의 현재 기능을 홍보하고, 이더넷 커뮤니티에서 IEEE802.3at의 전력 공급 및 포트 수준 복원력 기능을 확장하려는 노력과 합의를 도출한다.
- 고속 모듈형 상호 연결은 광학 모듈 및 구리 케이블을 포함한 호환 고속 모듈형 상호 연결 장치 및 포트의 상호 운용성을 시연하여 채택을 추진하는 데 도움을 준다.

## 역사
이전 이더넷 기술 반복에서는 새로운 기술의 시장 채택을 지원하기 위해 동맹이 형성되었다. 이더넷 얼라이언스 이전에 고속 이더넷 얼라이언스, 기가비트 이더넷 얼라이언스(GEA), 10기가비트 이더넷 얼라이언스(10 GEA) 및 Ethernet in the First Mile Alliance(EFMA)가 있었다. 이러한 동맹은 지원했던 표준 노력이 완료된 후 몇 년 후에 해체되었다. 안타깝게도 이는 기술이 대량 채택에 도달하기 훨씬 전이었고, 소규모 이더넷 표준 프로젝트에 대한 지원은 거의 없었다. 브래드 부스는 10GEA가 해체된 후에도 최종 사용자 및 미디어에서 10기가비트 이더넷 및 10기가비트 이더넷을 위해 생성된 일부 신기술, 주로 10GBASE-T에 대한 강력한 정보 요구가 여전히 남아 있음을 발견했다. 그는 업계 및 표준 기관의 다른 사람들과 협력하여 이더넷 기술이 존재하는 한 지속될 동맹을 만들었다. 이더넷 얼라이언스는 IEEE 802 이더넷 표준을 지원하는 것을 목표로 설립되었지만, 나중에 IEEE 802 이더넷 표준에 의존하거나 종속되는 모든 표준을 포함하도록 범위를 확장했다.
Road to 100G Alliance는 2007년 6월 19일 일리노이주 시카고에서 열린 NXTcomm 2007 쇼에서 100기가비트 이더넷을 홍보하기 위해 공식적으로 발표되었다. 창립 멤버는 Bay Microsystems, Enigma Semiconductor, Integrated Device Technology, IP Infusion (Access Company의 일부), 래티스 세미컨덕터였다. 본부는 캘리포니아주의 실리콘 밸리 지역에 있었다.
확장된 헌장과 HSE 및 캐리어 이더넷 소위원회의 설립으로 Road to 100G alliance는 2008년 12월 31일 이더넷 얼라이언스와 합병했다.
이더넷 얼라이언스의 창립 멤버는 18개였다: 쓰리콤(현재 HP), ADC(현재의 타이코 일렉트로닉스), Agere Systems(현재의 LSI), 어플라이드 마이크로 서킷츠 코퍼레이션(현재의 어플라이드마이크로), 아콴티아, 브로드컴, Force10 Networks(현재의 델), 파운드리 네트웍스(현재의 Brocade), 인텔, 로런스 버클리 국립연구소, 파이오니아, 퀘이크 테크놀로지스(현재의 어플라이드마이크로), 삼성그룹, 썬 마이크로시스템즈(현재 오라클 (기업)), Tehuti Networks, 타이코 일렉트로닉스(현재의 TE 커넥티비티), UNH-IOL(University of New Hampshire InterOperability Laboratory), 그리고 자일링스.

## 교육
이더넷 얼라이언스는 다양한 이더넷 기술에 대한 포괄적인 기술 개요를 제공하는 백서, 프레젠테이션, 자주 묻는 질문 및 비디오를 제공한다. 이러한 자료는 이더넷 얼라이언스 공개 웹사이트에서 무료로 이용할 수 있다.
이러한 문서는 산업 기반 관점에서 교육 자료를 제공한다. 이는 이더넷 얼라이언스 소위원회의 작업에 기반하거나 이더넷 표준 기관 내 활동을 지원할 수 있다. 이 문서는 이더넷 기술 구매자 및 사용자가 표준 프로세스에서 다양한 이더넷 기술의 상태, 이더넷 얼라이언스가 테스트한 상호 운용성 테스트, 이러한 기술의 기능 등을 더 잘 이해할 수 있도록 돕기 위한 것이다.
라이브러리 외에도 이더넷 얼라이언스는 회원들에게 이벤트 할인 또는 무료 입장을 제공하고, 이더넷에 대해 더 자세히 알고 싶은 사람들이 대면하여 질문할 수 있는 무역 박람회에서 다양한 이더넷 기술의 공개 시연을 개최하며, 기술 탐색 포럼(TEF)이라는 이더넷 얼라이언스 후원 이벤트를 주최한다.
TEF는 다양한 이더넷 커뮤니티의 구성원들을 모아 이더넷 기술의 미래를 논의하고 탐색할 수 있는 대면 이벤트를 제공한다.
이더넷 얼라이언스는 학술 기관이 무료로 조직에 참여할 수 있는 기회를 제공한다. 이더넷 얼라이언스 대학 프로그램(EAUP)을 통해 교수와 학생들은 조직에 참여하고 회원들이 생성한 데이터에 접근하며, 교육 자료에 대해 협력하고, 학생들은 인턴십 프로그램에 참여할 수 있으며, 대학은 EAUP 지적 재산 데이터베이스에 기여할 수 있다.

## 같이 보기
- 이더넷 기술 컨소시엄